# Quella carezza della sera/Aldebaran
Quella carezza della sera/Aldebaran è un singolo del gruppo musicale italiano New Trolls, pubblicato nel 1978. 

## Descrizione
Entrambi i brani sono tratti dall'album Aldebaran.
Nel 2001 Vittorio De Scalzi incide la versione personale di Aldebaran, inserita nella raccolta La storia dei New Trolls (SAAR Records – MC 22228)

## Tracce
Lato A
1. Quella carezza della sera – 4:13 (testo: Giorgio D'Adamo, Gianni Belleno – musica: Sergio Bardotti, Arturo Belloni, Nico Di Palo, Vittorio De Scalzi)

Lato B
1. Aldebaran – 3:53 (testo: Giorgio D'Adamo, Gianni Belleno – musica: Sergio Bardotti, Arturo Belloni, Nico Di Palo, Vittorio De Scalzi)

## Versione in spagnolo
Nel 1979 i New Trolls incisero la versione in spagnolo di  Quella carezza della sera, dal titolo Aquella caricia de otoño (Hispavox, 45-1851), con i versi di Luis Escolar, inserita nella compilation omonima (WEA, GM-200.2648).